# Wolfskinder (Dokumentarfilm)
Wolfskinder ist ein deutscher Dokumentarfilm aus dem Jahr 1991 von Eberhard Fechner. Der Film schildert die Geschichte einer ostpreußischen Familie, deren Kinder sich 1945 auf der Flucht aus ihrer Heimat verlieren, teilweise wieder zusammenfinden und 1947 in Litauen von Bauern aufgenommen werden. Eberhard Fechner lässt die Geschwister die Erlebnisse zwischen Privatem und Geschichtlichem erzählen.

## Handlung
Eine Familie flieht im Frühjahr 1945 aus Labiau (heute Polessk) vor der herannahenden Roten Armee, wird von der Front eingeholt, findet in Labiau teilweise wieder zusammen, wohnt dort in Ruinen und leidet großen Hunger. 1947 gehen Mutter und Kinder nach Litauen, wo sie von Bauern vor dem Hungertod bewahrt werden.

## Widmung
Im Vorspann ist der Film „den Bauern Litauens gewidmet“.

## Auszeichnung
- Goldener Gong (1991)

## Kritiken
Der Spiegel schrieb anlässlich der Erstaufführung im ZDF 1991:

„Wieder einmal war er [Fechner] über eine kleine Zeitungsnotiz neugierig geworden, die in dürren Worten die Kindheit einer Frau im Zweiten Weltkrieg schilderte. Fechner arbeitete sie in ein eindringliches Fernsehprotokoll um: ‚Wolfskinder‘, so der Titel, erzählt Geschichten vom Durchleben und Durchstehen, die heute kaum noch vorstellbar sind.“